# Мартин I
Свети Мартин I (на латински: Martinus PP. I) е папа в Римокатолическата църква в периода 649 г. – 16 септември 655 г.
Като светец е почитан както в католическата, така и в православната църква.
Наследява папа Теодор I през юни или юли 649 г. Осъжда монотелитите като еретици на Латеранския събор през 649 г.

## Изследвания
- Martino I papa (649-653) e il suo tempo. Spoleto, 1992